# 稲岡北村
稲岡北村（いなおかきたそん）は、岡山県久米郡にあった村。
現在の久米郡美咲町小原、西幸、頼元及び、久米南町山ノ城に当たる。

## 沿革
- 1889年6月1日 - 町村制施行に伴い、久米南条郡小原村、西幸村、頼元村、山ノ城村が合併、稲岡北村となる。大字小原に役場を置く。
- 1900年4月1日 - 久米南条郡が久米北条郡と合併し、久米郡となる。
- 1904年6月1日 - 久米郡豊岡村と合併、加美村となる。
- 1906年4月1日 - 加美村の内、山ノ城を稲岡南村（現：久米南町）に編入。

## 地名の読み方
- 小原 （おばら）
- 西幸 （さいこう）
- 山ノ城 （やまのじょう）
- 頼元 （よりもと）

## 現在の様子

### 郵便番号
- 709-3603 久米郡久米南町山ノ城
- 709-3714 久米郡美咲町小原
- 709-3715 久米郡美咲町西幸
- 709-3716 久米郡美咲町頼元

709-360×の残りの番号は弓削町、誕生寺村を、709-371×の残りの番号は豊岡村を参照。

### 教育

#### 支援学校
- 岡山県立誕生寺支援学校

### 交通

#### 鉄道
- JR津山線:小原駅

#### 道路

##### 高速道路
旧村内を走る高速道路なし

##### 国道
- 国道53号

##### 県道
- 主要地方道

旧村内を走る主要地方道なし
- 一般県道

旧村内を走る一般県道なし

### 河川・山岳

#### 河川
- 皿川

### 寺院・神社

#### 寺院
- 照福寺

#### 神社
- 天津神社
- 磐筒神社
- 小原神社
- 西幸神社